# Nyceryx continua
Nyceryx continua là một loài bướm đêm thuộc họ Sphingidae. Loài này có ở Peru, Bolivia, Argentina và Brasil.
Sải cánh khoảng 56–72 mm. 
Cá thể trưởng thành có lẽ mọc cánh quanh năm và have been recorded vào tháng 8 in Bolivia và vào tháng 11 in Peru.

## Phân loài
- Nyceryx continua continua (Brazil)
- Nyceryx continua cratera Rothschild & Jordan, 1916 (Peru, Bolivia, Argentina và Brazil)